# Chủ nghĩa bảo hoàng
Chủ nghĩa bảo hoàng (tiếng Anh: royalism, tiếng Pháp: royalisme) là một trào lưu chính trị - xã hội ủng hộ một quân vương cụ thể làm nguyên thủ của một vương quốc. Nó khác với chủ nghĩa quân chủ – trào lưu ủng hộ một chính quyền quân chủ mà không nhất thiết phải là một quân vương nhất định. Trào lưu này xuất hiện trong thời kỳ Cách mạng Pháp cuối thế kỷ XVIII.
Thường thì cách gọi người bảo hoàng chủ nghĩa (royalist) được dùng để chỉ những người ủng hộ một chế độ quân chủ hiện thời hay vừa mới bị lật đổ để thành lập một chế độ cộng hòa.

## Lịch sử

### Những phong trào bảo hoàng nổi tiếng
| - Chiến tranh Hoa Hồng - Khởi nghĩa Thái Nguyên - Liên minh Arras - Minh Trị Duy tân - Nội chiến Anh - Nội chiến Nga | - Phong trào Cần Vương - Thống nhất nước Đức |

### Những tổ chức bảo hoàng nổi tiếng
- Bạch vệ
- Bảo hoàng chính đảng
- Bảo hoàng hội
- Đảng Lập hiến Iran[2]
- Funcinpec
- Liên minh Quân chủ Lập hiến Đa nguyên Việt Nam[3]
- Việt Nam Quang phục Hội
- Việt Nam Phục quốc Đồng minh Hội

### Những nhân vật bảo hoàng nổi tiếng
| - Aleksandr Kolchak - Anatoly Pepelyayev - Anton Denikin - Claude Joseph Rouget de Lisle - El Cura Santa Cruz - Georges Cadoudal - Giuseppe Garibaldi - Grigory Semyonov - Jean Chouan - Joseph-Geneviève de Puisaye | - Khang Hữu Vi - Lavr Kornilov - Lê Nguyên Hồng - Lương Khải Siêu - Mikhail Diterikhs - Nguyễn Phúc Bửu Lộc - Nguyễn Văn Tâm - Nguyễn Văn Xuân - Niccolò Machiavelli - Nikolai Yudenich | - Otto von Bismarck - Phạm Quỳnh - Phan Bội Châu - Pietro Badoglio - Pyotr Nikolayevich Wrangel - Ramón Cabrera - Tomás de Zumalacárregui - Trần Văn Hữu - Viên Thế Khải - Vojin Popović |